# Apamea michielii
Apamea michielii är en fjärilsart som beskrevs av Zoltan Varga 1976. Apamea michielii ingår i släktet Apamea och familjen nattflyn. Inga underarter finns listade i Catalogue of Life.